# Clinchco
Clinchco es un pueblo situado en el condado de Dickenson, Virginia, Estados Unidos. Tiene una población estimada, a mediados de 2021, de 234 habitantes.

## Demografía

### Censo de 2020
Según el censo de 2020, en ese momento había 244 personas viviendo en la localidad. La densidad de población era de 33.75 hab./km². Había 173 viviendas, lo que representaba una densidad de 23.9/km². El 86.48% de los habitantes eran blancos, el 6.56% eran afroamericanos, el 0.41% era asiático y el 6.56% eran de una mezcla de razas. Del total de la población, el 0.82% eran hispanos o latinos de cualquier raza.

### Censo de 2000
Según el censo de 2000, en ese momento había 424 personas,189 hogares y 113 familias en la localidad. La densidad de población era de 59,3 hab./km². Había 226 viviendas, lo que representaba una densidad  de 31.6/km². El 90.57% de los habitantes eran blancos, el 8.96% eran afroamericanos, el 0.24% eran de otras razas y el 0.24% eran de una mezcla de razas. Del total de la población, el 1.42% eran hispanos o latinos de cualquier raza.
Según el censo, de los 189 hogares en el 30,2% había menores de 18 años, el 45,5% pertenecía a parejas casadas, el 10,6% tenía a una mujer como cabeza de familia y el 39,7% no eran familias. El 37,0% de los hogares estaba compuesto por un único individuo y el 18,0% pertenecía a alguien mayor de 65 años viviendo solo. El tamaño promedio de los hogares era de 2,24 personas y el de las familias de 3,00.
La población estaba distribuida en un 23,6% de habitantes menores de 18 años, un 7,1% entre 18 y 24 años, un 26,9% de 25 a 44, un 25,7% de 45 a 64 y un 16,7% de 65 años o mayores. La media de edad era 39 años. Por cada 100 mujeres había 86,0 hombres. Por cada 100 mujeres de 18 años o más, había 86,2 hombres.
Los ingresos medios de los hogares de la localidad eran de $18,393 y los ingresos medios de las familias eran de $23,750. Los hombres tenían ingresos medios por $30,313 frente a los $19,688 que percibían las mujeres. Los ingresos per cápita eran de $12,257. El 30.1% de la población y el 26.0% de las familias estaban por debajo del umbral de pobreza. El 40.0% de los menores de 18 años y el 23.6% de los habitantes de 65 años o más vivían por debajo del umbral de pobreza.

## Geografía
Según la Oficina del Censo de los Estados Unidos, la localidad tiene un área total de 7,1 km², todos ellos correspondientes a tierra firme.